# Enispa eosarialis
Enispa eosarialis là một loài bướm đêm trong họ Noctuidae.